# United Arab Emirates Tri-Nation Series 2017/18
Die United Arab Emirates Tri-Nation Series 2017/18 war ein Drei-Nationen-Turnier, das vom 11. bis zum 23. Januar 2018 in den Vereinigten Arabischen Emiraten im One-Day Cricket ausgetragen wurde. Bei dem zur internationalen Cricket-Saison 2017/18 gehörenden Turnier nahmen neben dem Gastgeber die Mannschaften aus Schottland und Irland teil. Irland gewann den Wettbewerb, nachdem es alle Spiele gewonnen hatte.

## Vorgeschichte
Alle drei Mannschaften nahmen vorher an der letzten Runde des ICC Intercontinental Cups und der ICC World Cricket League Championship teil.

## Format
Der Titel wurde in einer Gruppe ermittelt, wobei jede Mannschaft gegen jede zwei Mal auftritt. Für einen Sieg gab es zwei, für ein Unentschieden oder No Result einen Punkt. Des Weiteren wurden Bonuspunkte vergeben.

## Stadion
Das folgende Stadion wurde für das Turnier als Austragungsort vorgesehen.
| Stadion            | Stadt | Kapazität | Spiele         |
| ------------------ | ----- | --------- | -------------- |
| ICC Academy Ground | Dubai |           | Spiele 1. – 6. |

## Kaderlisten
Schottland benannte seinen Kader am 27. Dezember 2017.
Irland benannte seinen Kader am 29. Dezember 2017.
Die Vereinigten Arabischen Emirate benannten ihren Kader am 9. Januar 2018.
| ODI | ODI | ODI |
| Irland | Schottland | Ver. Arab. Emirate |
| --- | --- | --- |
| - William Porterfield (K) - Andrew Balbirnie - Peter Chase - George Dockrell - Ed Joyce - Andrew McBrine - Barry McCarthy - Jacob Mulder - Kevin O’Brien - Niall O’Brien - Stuart Poynter - Boyd Rankin - Simi Singh - Paul Stirling - Gary Wilson | - Kyle Coetzer (K) - Richie Berrington - Scott Cameron - Matthew Cross - Alasdair Evans - Michael Jones - Michael Leask - Calum MacLeod - George Munsey - Safyaan Sharif - Tom Sole - Craig Wallace - Mark Watt - Stuart Whittingham | - Rohan Mustafa (K) - Ashfaq Ahmed - Qadeer Ahmed - Shaiman Anwar - Mohammad Boota - Imran Haider - Amir Hayat - Zahoor Khan - Adnan Mufti - Mohammad Naveed - Ahmed Raza - Ghulam Shabber - Rameez Shahzad - Muhammad Usman |

## Spiele

### Vorrunde
Tabelle
| Teams              | Sp. | S | N | U | R | NR | BP | Punkte | NRR    |
| ------------------ | --- | - | - | - | - | -- | -- | ------ | ------ |
| Irland             | 4   | 4 | 0 | 0 | 0 | 0  | 0  | 8      | +0.960 |
| Schottland         | 4   | 1 | 3 | 0 | 0 | 0  | 0  | 2      | −0.456 |
| Ver. Arab. Emirate | 4   | 1 | 3 | 0 | 0 | 0  | 0  | 2      | −0.503 |

Sieg: 2 Punkte; Remis: 1 Punkte
Spiele
| 11. Januar Scorecard | Dubai | Ver. Arab. Emirate 222-9 (50) | – | Irland 226-6 (49.2) |
|                      |       | Irland gewinnt mit 4 Wickets  |   |                     |

| 13. Januar Scorecard | Dubai | Irland 301-5 (50)          | – | Ver. Arab. Emirate 234 (48.4) |
|                      |       | Irland gewinnt mit 67 Runs |   |                               |

| 16. Januar Scorecard | Dubai | Schottland 219 (49.2)        | – | Irland 223-4 (34.5) |
|                      |       | Irland gewinnt mit 6 Wickets |   |                     |

| 18. Januar Scorecard | Dubai | Irland 331-6 (50)          | – | Schottland 307-9 (50) |
|                      |       | Irland gewinnt mit 24 Runs |   |                       |

| 21. Januar Scorecard | Dubai | Schottland 249-8 (50)          | – | Ver. Arab. Emirate 218 (46.3) |
|                      |       | Schottland gewinnt mit 31 Runs |   |                               |

| 23. Januar Scorecard | Dubai | Schottland 299-9 (50)                     | – | Ver. Arab. Emirate 300-6 (49.1) |
|                      |       | Ver. Arab. Emirate gewinnen mit 4 Wickets |   |                                 |